# Yamakawa Futaba
Yamakawa Futaba (山川 二葉) (1844 – 14 de novembre de 1909) va ser una mestra d'escola natural d'Aizu (Japó) durant la primera era Meiji, tot i que també va participar en la defensa del castell Tsuruga durant la Guerra Boshin (1868-9).
Durant l'era Meiji, Futaba va treballar a la Escola Normal Femenina de Tokyo (東京女子高等師範学校, Tōkyō Joshi Kōtō Shihan Gakkō), el precurssor de la Universitat Ochanomizu, durant la direcció d'aquesta per part de Takamine Hideo, també natural d'Aizu. Per la seva tasca en educació, va ser guardonada amb el 5è rang de la cort junior (従五位, ju go i).